# أميريكا، ليمبورخ
أميريكا (تنطق بالهولندية: [ɑˈmeːrikaː]) هي بلدة في هولندا مقاطعة ليمبورخ، أنشأت في أواخر القرن 19. وهي جزء من بلدية هورست آن دي ماس، وتقع حوالي 16 كم شمال غرب فينلو.
في عام 2001 بلغ عدد سكان أميريكا 990 نسمة. وكانت المساحة المبنية للبلدة 0.21 كم²، وعدد سكانها 397 نسمة. شاملة الأرياف المحيطة، وبلغ عدد سكانها 2190 نسمة اعتبارًا من 2006.